# Косой Брод (Свердловская область)
Косой Брод — село в Полевском муниципальном округе Свердловской области России. Расположено на реке Чусовой.
Ранее было центром Кособродского сельсовета города Полевского.

## Географическое положение
Косой Брод расположен в 6 километрах (по автодороге в 7 километрах) к востоку-юго-востоку от города Полевского, преимущественно на правом берегу реки Чусовой, в устье её правого притока — реки Поварной. В селе находится остановочный пункт Косой Брод Свердловской железной дороги ветки Екатеринбург — Челябинск.

## История села
Название Косой Брод образовано из-за характерной формы мелководной переправы через реку Чусовую, на берегах которой находится село.  Реку переезжали наискосок. В окрестностях расположены богатые хвойные леса, преимущественно сосновые.
Село было основано в 1720 году как крепость, обеспечивавшая безопасность дороги из Полевского в Уктус от набегов башкир. В 1724 году в окрестностях было открыто месторождение мрамора. 
С 1735 года в окрестностях стала добываться железная руда. По словам академика И. И. Лепёхина, побывавшего здесь в 1770 году, «руда почти на самой лежит поверхности и покрыта слоем простой земли не более одного аршина». Жители были приписаны к Северскому и Полевскому заводам и занимались преимущественно углежжением.
В начале XIX века в окрестностях Косого Брода было найдено золото. Здесь в 1935 году был найден крупный золотой самородок, названный за свою форму «Лосиное ухо». Вес его составил 13 кг 878 г, что сделало его третьим по величине золотым самородком, найденным на территории России. Эксплуатируются также месторождения мрамора. Вплоть до XX века почти всё взрослое население было занято на рудоперевозке, золотодобыче, заготовке мрамора. Кроме того, известность Косой Брод приобрёл в связи с находкой в его окрестностях редчайшего минерала диаспора.
В советское время в селе было организовано подсобное хозяйство по выращиванию овощей и разведению коров при Северском заводе.
В 30-х годах XX века уральский писатель Павел Петрович Бажов посетил Косой Брод. Этому селу посвящены такие произведения Бажова, как «Жабреев ходок», «Змеиный след», «Кошачьи уши», «Про Великого Полоза».

## Покровская церковь
В 1750-х годах была возведена деревянная часовня, которая в 1874 году была перестроена за ветхостью. В этой часовне находились две местночтимые иконы, писанные на железе: «Нерукотворного образа Спасителя» и «Покрова Богородицы». Первая была приобретена на часовенные деньги, а вторая была приложена непременным работником Пальцевым. Эти иконы ежегодно (одна в воскресенье пред 16 августа, другая в воскресенье пред 1 октября) приносились из часовни в церковь Северского завода, где перед ними совершались молебствия, после чего иконы уносились обратно, (первую — 15 августа, вторую — 30 сентября). После 1915 года часовня была перестроена в деревянную, однопрестольную церковь и освящена в честь Покрова Пресвятой Богородицы. Церковь была закрыта в 1935 году, а в советское время снесена. В 2004 году для церковной общины было выделено здание детского сада. Храм был вновь освящён 28 июня 2004 года. На лесной опушке обустроен и освящён Покровский родник, над руслом которого устроена беседка.

## Школа
В 1881 году была организована земская школа в общественном здании.

## Достопримечательности
Памятник погибшим на Гражданской войне.

## Население
| 2002 | 2010  |
| ---- | ----- |
| 1041 | ↗1055 |

В селе родился Леонард Михайлович Васев (1927—1972) — народный художник Удмуртской АССР, основоположник ижевской школы многоцветной гравировки по металлу.